# Around the World (песня Red Hot Chili Peppers)
«Around the World» — песня американской рок-группы Red Hot Chili Peppers, второй сингл из альбома Californication. Песня имела успех в чартах, достигнув седьмой строчки в Modern Rock Tracks и поднявшись на шестое место Mainstream Rock Tracks.
В 2007 году отредактированная версия песни была использована в качестве нового саундтрека к аттракциону California Screamin' в калифорнийском Диснейленде, как часть компании «Rockin' Both Parks». Также, песня отметилась в качестве титульной темы фильма BECK — адаптации одноимённого аниме. В 2011 году концертная версия композиции была включена в благотворительный альбом Songs for Japan.

## Тематика песни
Энтони Кидис заявил, что в тексте песни он рассказывает о своих путешествиях и сопутствующем опыте, о том каково быть участником Red Hot Chili Peppers и жить экстремальной жизнью. Он также отметил, что фильм «Жизнь прекрасна» Роберто Бениньи послужил для него лирическим вдохновением.
Джон Фрушанте придумал музыку для песни репетируя у себя дома, он сказал другим членам группы они должны услышать это, но ему должен кто-нибудь подыграть, из-за выраженной сильной доли такта. Пока Фрушанте играл, Чад Смит аккомпанировал гитаристу на хай-хэте. Участникам группы понравился результат и Фли быстро придумал для песни басовую партию.
Слова для последнего припева были выбраны по просьбе дочери Фли. Запись альбома проходила в гараже Фли, и дочь наблюдала за репетицией группы. Кидис изо всех сил пытался придумать лирику для песни, он просто начал напевать импровизированный скэт. Когда была готова финальная версия альбома, дочь Фли послушала итоговый результат и была разочарована тем, что импровизированный скэт был удалён. В конце концов, на окончательную версию песни попал тот самый отрывок скэта, записанный во время репетиции в гараже.
Во время записи песни Фрушанте использовал гитару Fender Jaguar 1966 года, которую он позаимствовал у своего звукоинженера Джима Скотта. Также, он использовал два усилителя фирмы Marshall: JTM 45 и 100-ваттный Superbass. Фрушанте отметил, что ему понравилось звучание этой модели гитары из-за её «реально классного, трёхкопеечного звука».
Записывая песню, Фли играл на именной бас-гитаре «Flea Bass» (Silver Flake) фирмы Modulus Guitars. Ту же модель он использовал в клипе.

## Музыкальное видео
Музыкальное видео было снято режиссёром Стефаном Седнауи, который ранее работал с группой над клипами к песням «Breaking the Girl», «Scar Tissue» и «Give It Away». В частности, стилистика «Give It Away» схожа с «Around the World» — уникальный, хаотичный визуальный ряд. Фильм о создании видеоклипа был показан в одном из эпизодов шоу Making the Video телеканала MTV.

## Список композиций
Компакт-диск, версия 1
1. «Around the World» — 3:58
2. «Parallel Universe» (Демоверсия) — 5:33
3. «Teatro Jam» — 3:06

Компакт-диск, версия 2
1. «Around the World» — 3:59
2. «Me and My Friends» (Концертная версия) — 3:08
3. «Yertle Trilogy» (Концертная версия) — 7:10

Макси-сингл
1. «Around the World» — 3:58
2. «Parallel Universe» (Демоверсия) — 5:33
3. «Teatro Jam» — 3:06
4. «Me and My Friends» (Концертная версия) — 3:08

- Концертные треки были записаны во время шоу в Södra Teatern, Стокгольм (1999)

## Хит-парады
| Хит-парад (1999)                         | Высшая позиция |
| ---------------------------------------- | -------------- |
| Australian Singles Chart                 | 49             |
| Dutch Top 40                             | 69             |
| Italian Singles Chart                    | 30             |
| New Zealand Singles Chart                | 35             |
| UK Singles Chart                         | 35             |
| Billboard Bubbling Under Hot 100 Singles | 8              |
| Billboard Modern Rock Tracks             | 7              |
| Billboard Hot Mainstream Rock Tracks     | 16             |